# Fernão Lopes

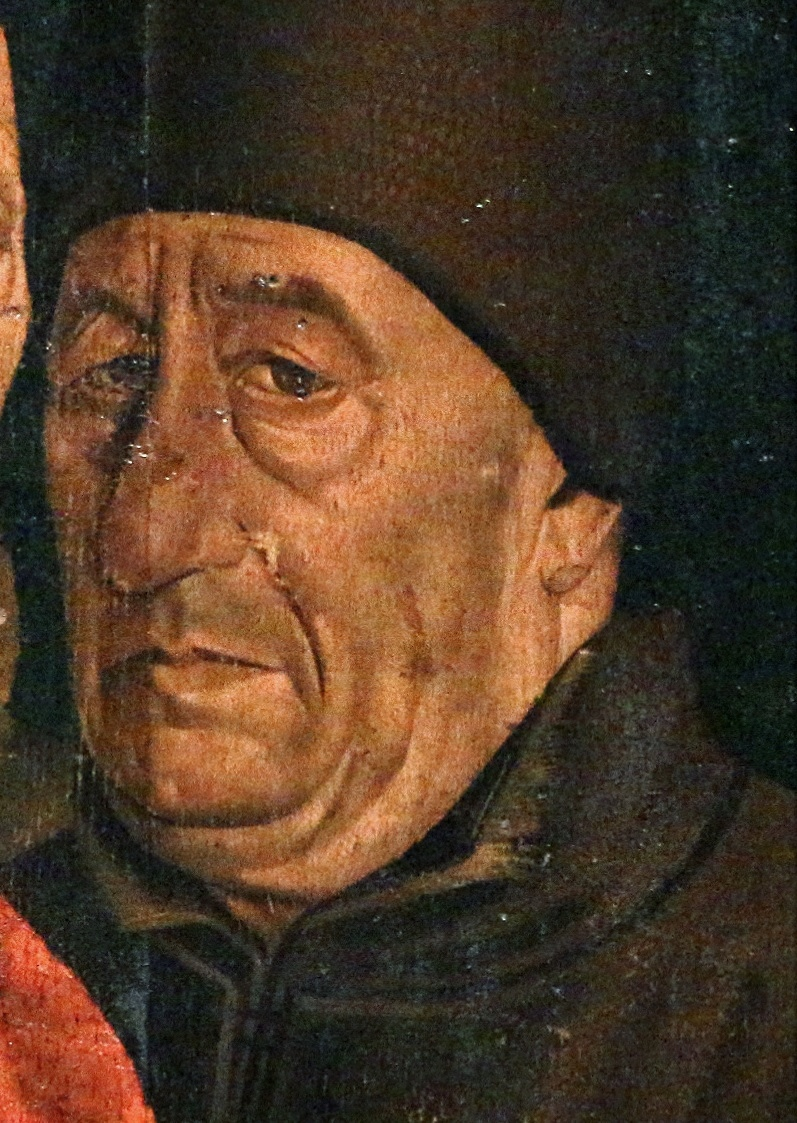
Fernão Lopes

Fernão Lopes (1380 - 1459) a fost un cronicar portughez.
Personalitate complexă (om politic, militar, diplomat, literat, erudit), în operele sale este ilustrată istoria Portugaliei.
De origine modestă, de profesie notar, funcționar superior la Torre de Tombo începând din 1418, Fernão Lopes este însărcinat de Don Duarte să „pună în cronică” istoria strămoșilor săi regi. Fernão Lopes trebuie să fi redactat partea cea mai importantă a operei sale, „Crónica de D. João I”.
El a mai scris câteva cronici printre care:
- Crónica de el-rei D. Pedro (Cronica regelui Peter I)
- Crónica de el-rei D. Fernando (Cronica regelui Fernando I)
- Crónica de el-rei D. João I (Cronica regeului Ioan I)
- Crónica dos reis de Portugal (Cronica regilor Portugaliei).

Scrierile sale depășesc ariditatea cronicilor vremii prin dramatismul acțiunii, înțelegerea psihologică a caracterelor, reconstituirea freamătului vieții și evidențierea detaliului semnificativ.